# Place des Cinq-Rues
La place des Cinq-Rues est une place d'origine médiévale située au cœur du centre historique de la ville de Pontevedra (Espagne).

## Origine du nom
La place doit son nom au fait que cinq rues du centre historique y convergent : les deux parties de la rue Isabel II et les rues Paio Gómez Chariño, Barón et San Nicolás. 

## Histoire
La place est née au Moyen Âge comme un carrefour de plusieurs chemins . Elle ne faisait pas partie de la première enceinte de la ville du XIIe siècle et se trouvait sur le côté extérieur de la porte Est des remparts, au bout de la rue Paio Gómez Chariño. La place a été fortifiée au XVe siècle et c'est là que se trouvait la tour Rouco. Elle s'appelait Plaza de los Mendiños (nom de la partie inférieure de la rue Isabel II). Plus tard, elle s'appelait Plaza de la Independencia.
À la fin du XIXe siècle, Valle-Inclán a vécu dans la maison qui ferme la place du côté ouest entre 1893 et 1895, lorsqu'il a écrit son livre Femeninas. Au XXe siècle, la place a été rebaptisée Place de Rogelio Lois. À l'occasion de la mort de Rogelio Lois en 1905, le magazine La Ilustración Gallega lui a rendu hommage et a convenu avec le conseil municipal de Pontevedra qu'une place porterait son nom.
La place a été réaménagée en novembre 1962 par l'architecte et urbaniste Francisco Pons Sorolla dans le but de mettre en valeur la beauté et le charme de l'ensemble historique . Afin d'augmenter l'espace public de la place, une hiérarchie d'espaces a été établie, différenciant le point central des zones adjacentes par l'installation d'un élément proéminent, un calvaire apporté en 1962 du quartier Estribela, dans la paroisse civile de Lourizán . L'espace de la place a été modifié pour créer un mouvement marqué des volumes. Les escaliers des différents niveaux ont été coordonnés avec l'escalier de la maison située à l'ouest, ce qui a permis d'obtenir une composition architecturale noble. Afin de préserver l'atmosphère typique du site, une maison située sur la place a été rénovée pour refléter le caractère des anciennes maisons de bord de mer sur la côte.
Le 25 avril 1996, la reprise de la toponymie traditionnelle des rues et des places du centre historique de la ville a été approuvée et la place a retrouvé son nom traditionnel de Cinco Calles (Cinq rues).

## Description
Il s'agit d'une petite place de forme rectangulaire irrégulière, piétonne comme le reste du centre historique de la ville. Elle est organisée en deux hauteurs ou niveaux en raison du dénivelé du terrain qui descend de l'une des deux collines du centre historique, à côté de la basilique Sainte-Marie Majeure, vers le fleuve Lérez. À l'ouest, le niveau supérieur est séparé par un petit mur de pierre, avec le calvaire qui se détache dans l'angle et des escaliers au milieu pour monter sur cette plate-forme de pierre. La partie inférieure de la place, au carrefour des rues environnantes, est l'espace de passage où convergent les cinq rues qui lui donnent son nom et qui est un espace de tapas, avec des terrasses de bars et de restaurants au rez-de-chaussée des maisons d'architecture traditionnelle galicienne qui l'entourent,.
La place est dominée par un grand calvaire baroque datant de 1773. Le calvaire repose sur un piédestal ou une base en granit et est orné de plusieurs sculptures qui s'étendent le long du fût, du chapiteau et de la croix. La partie inférieure représente Adam et Ève tentés par le serpent et goûtant le fruit de l'arbre de la connaissance, tandis que sur le fût se trouve une image de saint Antoine avec l'Enfant sur ses genoux, à côté d'une inscription demandant une prière pour les âmes du purgatoire et l'archange Michel. Dans la partie supérieure, sur le chapiteau, le péché originel est racheté par le Christ crucifié avec un frère à ses côtés,.

## Bâtiments remarquables
Sur le côté sud de la place, au coin de la rue Paio Gómez Chariño, se trouve une maison baroque du XVIIIe siècle. Elle possède des oculi circulaires au rez-de-chaussée. Les fenêtres et les portes ont des cadres simples et des pilastres d'angle.
Au bout de la partie haute de la place, la maison baroque du numéro 27 de la rue Isabel II, datant de 1450, présente sur sa façade quatre blasons, dont trois sont presque identiques, ayant les armes des familles Pimentel et Figueroa, avec deux coquilles Saint-Jacques et deux feuilles de figuier en forme de croix. L'un d'entre eux porte des deux côtés l'inscription suivante en caractères gothiques: « ESTA OBRA MAN / DOU FAZER / ESTEVAN MARTINEZ / RREGYDOR / ERA DE CCCLXXX » ("Ces travaux ont été commandés par Esteban Martínez, échevin. La date est CCCLXXX"). Au centre de la façade se trouve un autre blason plus grand avec des fleurs de lys, entouré de rocailles et couronné au sommet par un heaume de gentilhomme avec un panache, dont les armoiries appartiennent à Melchor Francisco de Camba Flores.

## Galerie

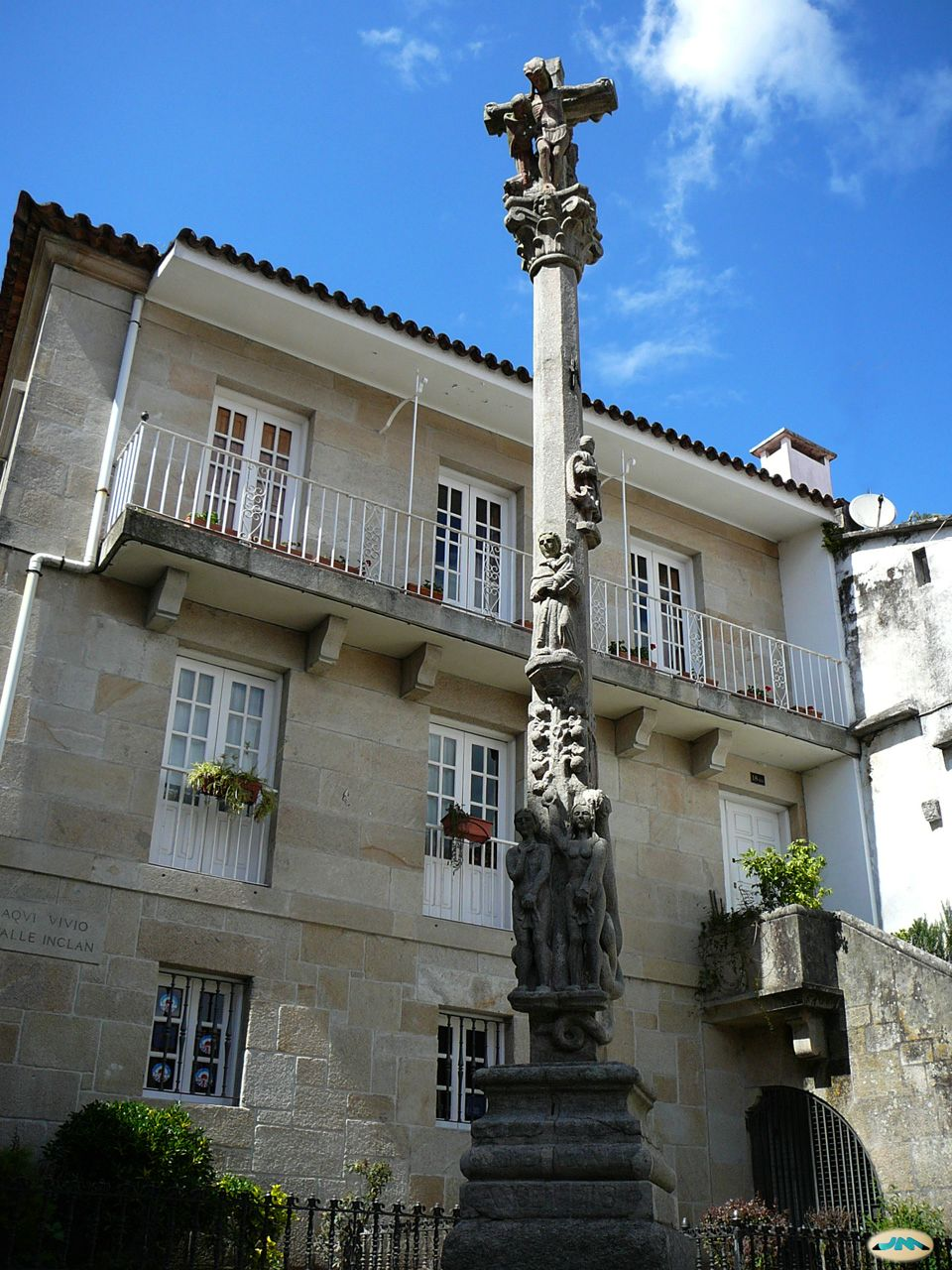
Le calvaire dans l'ouest de la place
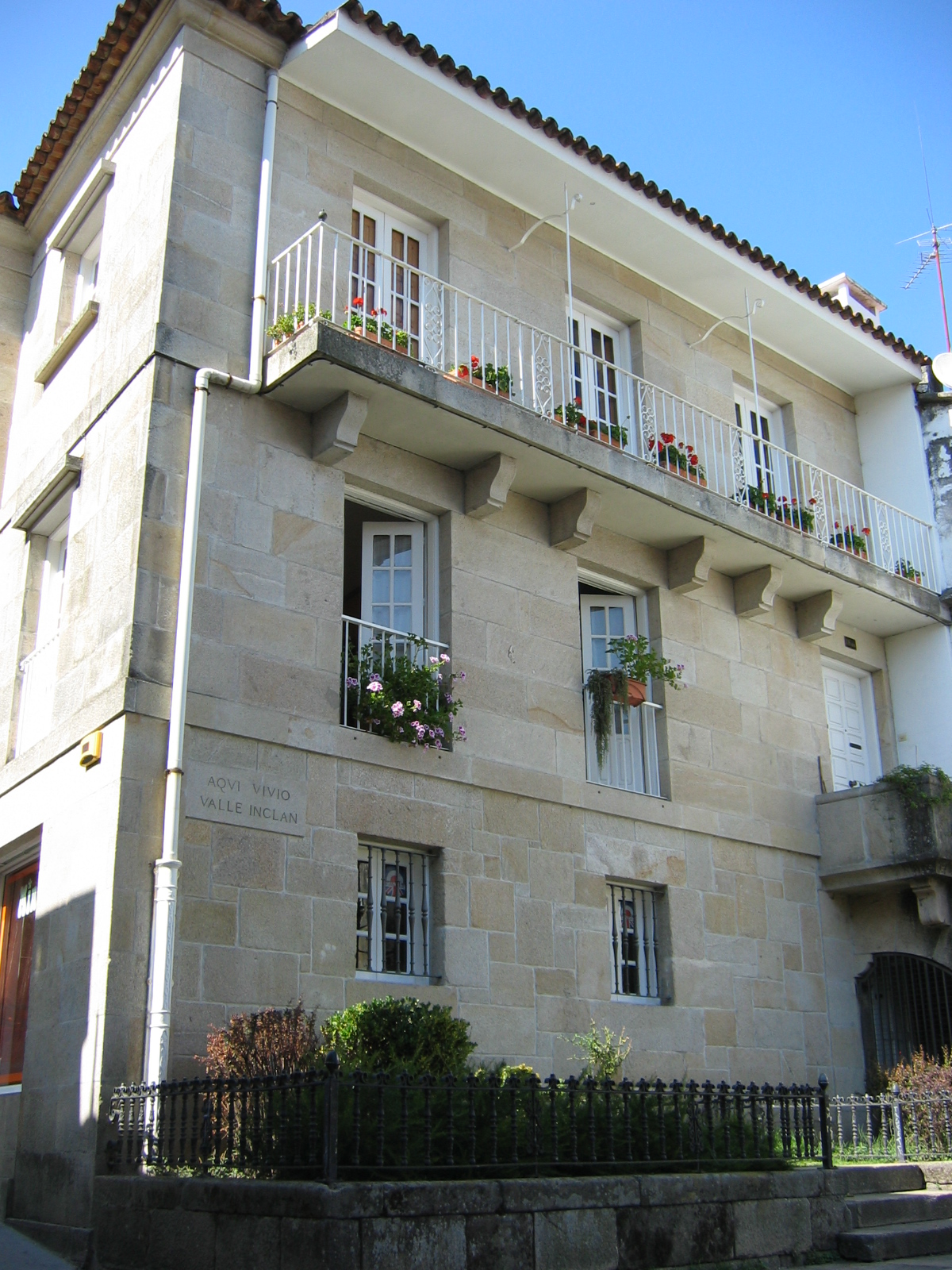
Maison où a vécu Valle-Inclán
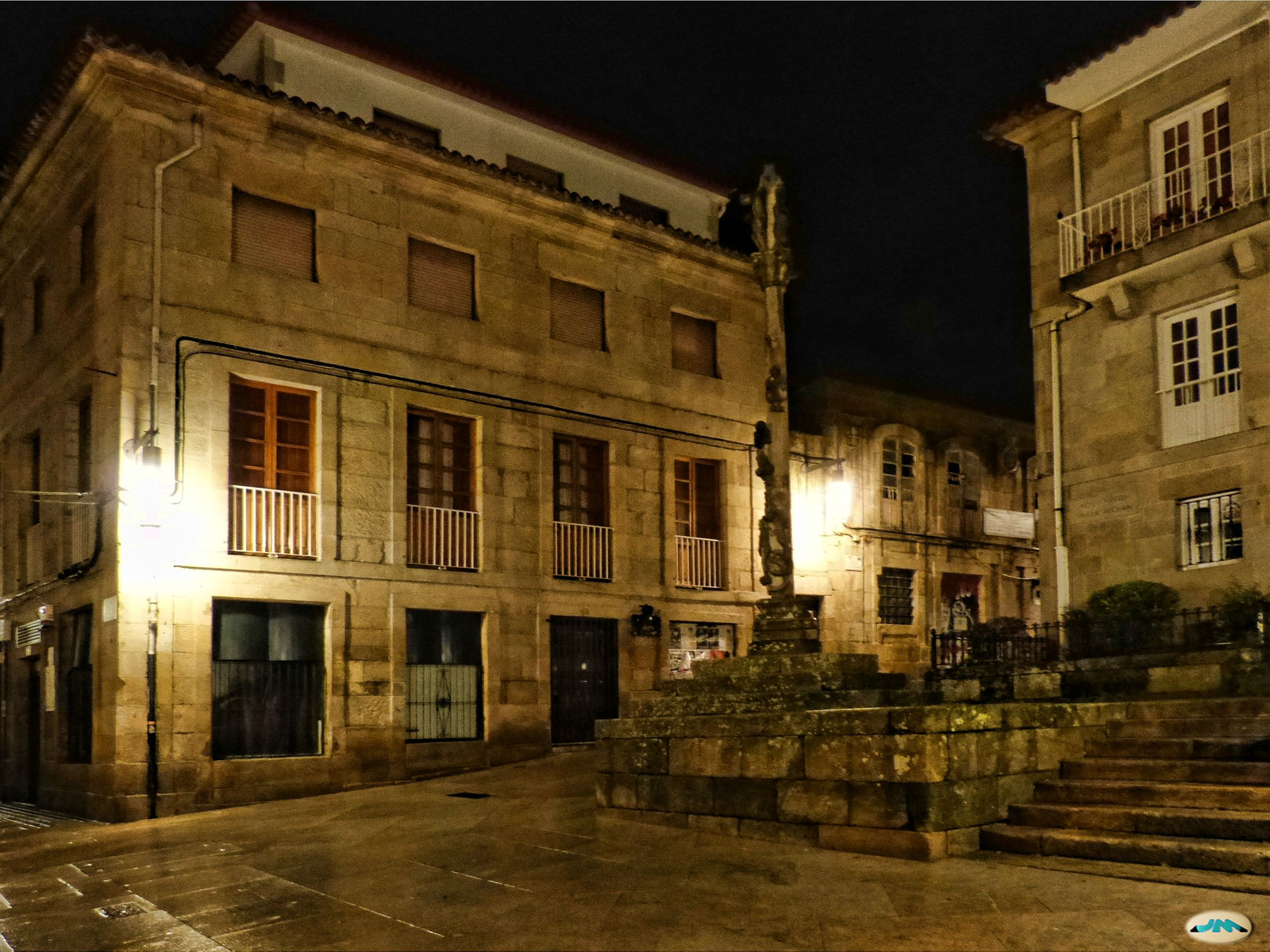
La place la nuit
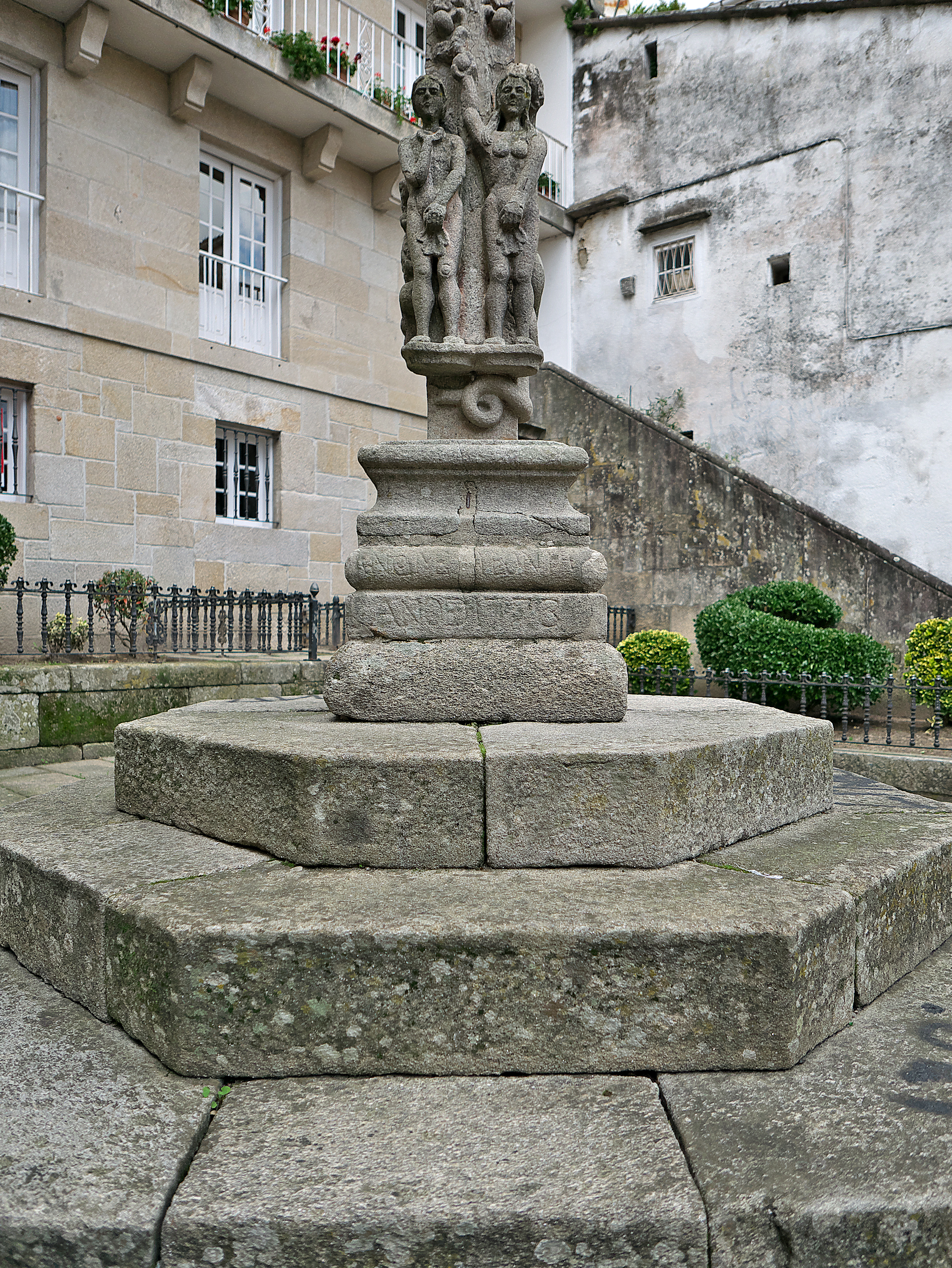
Détail d'Adam et Eve sur le calvaire
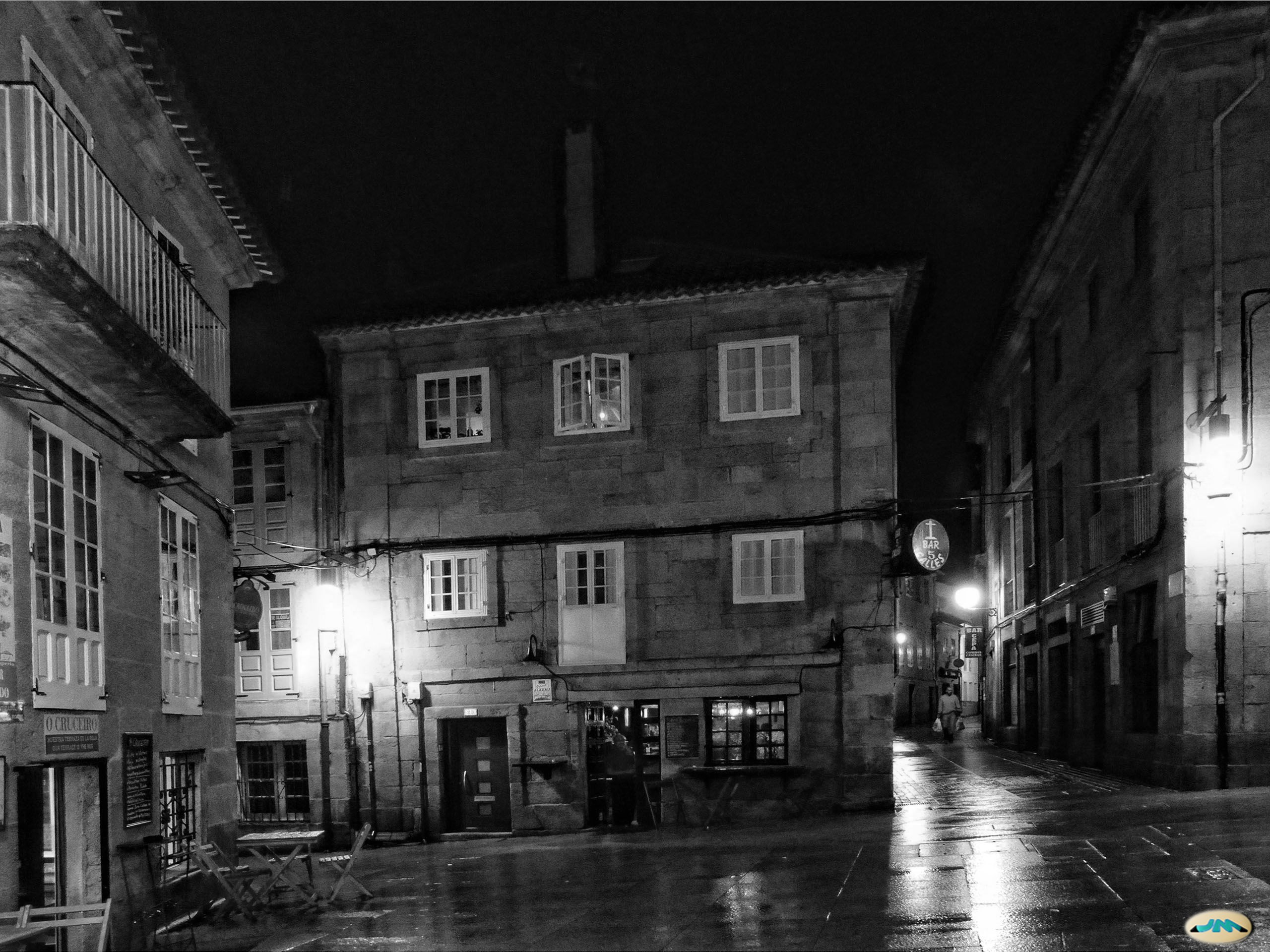
Maisons d'architecture galicienne traditionnelle sur la place
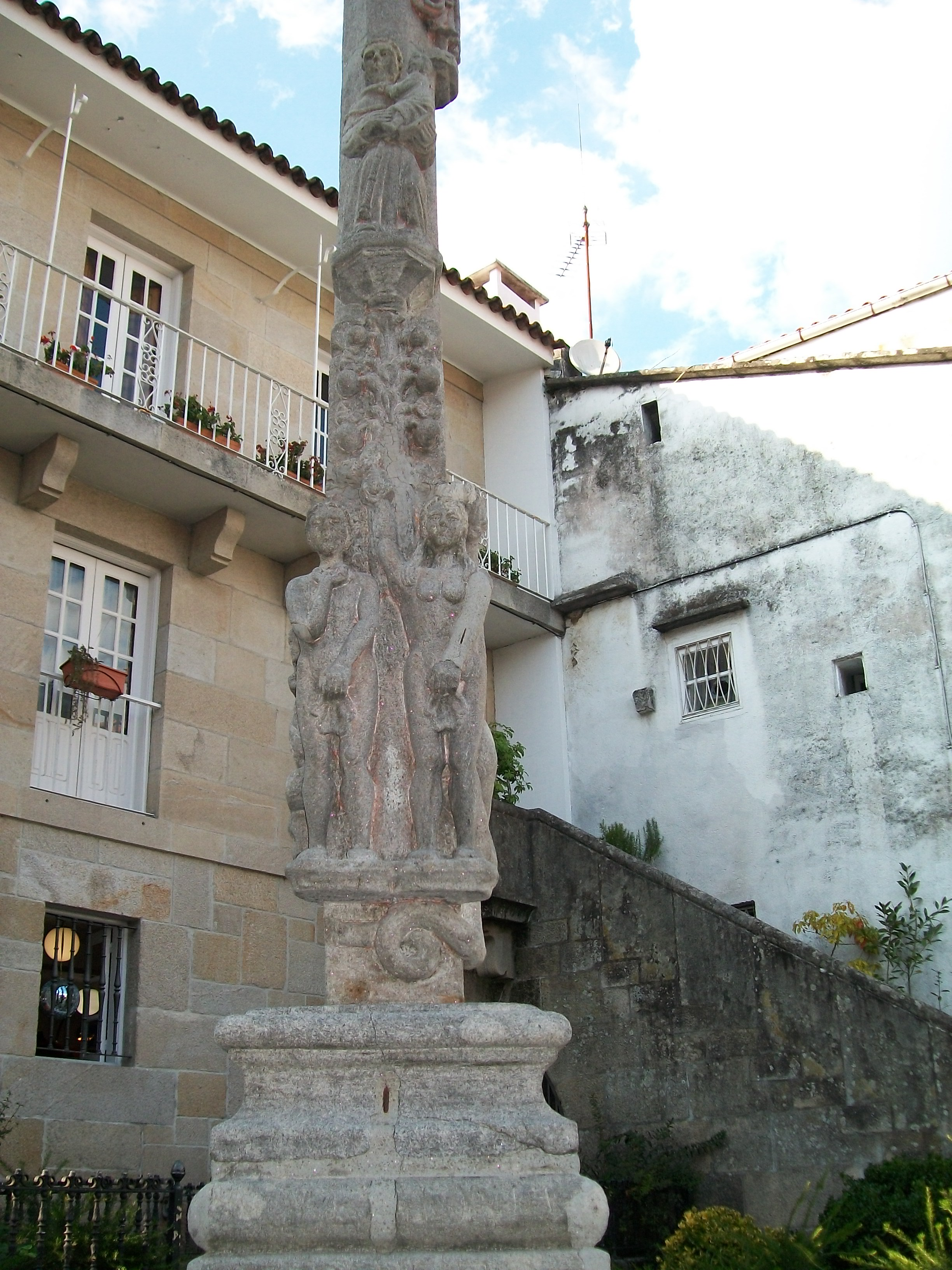
Détail du calvaire de la place
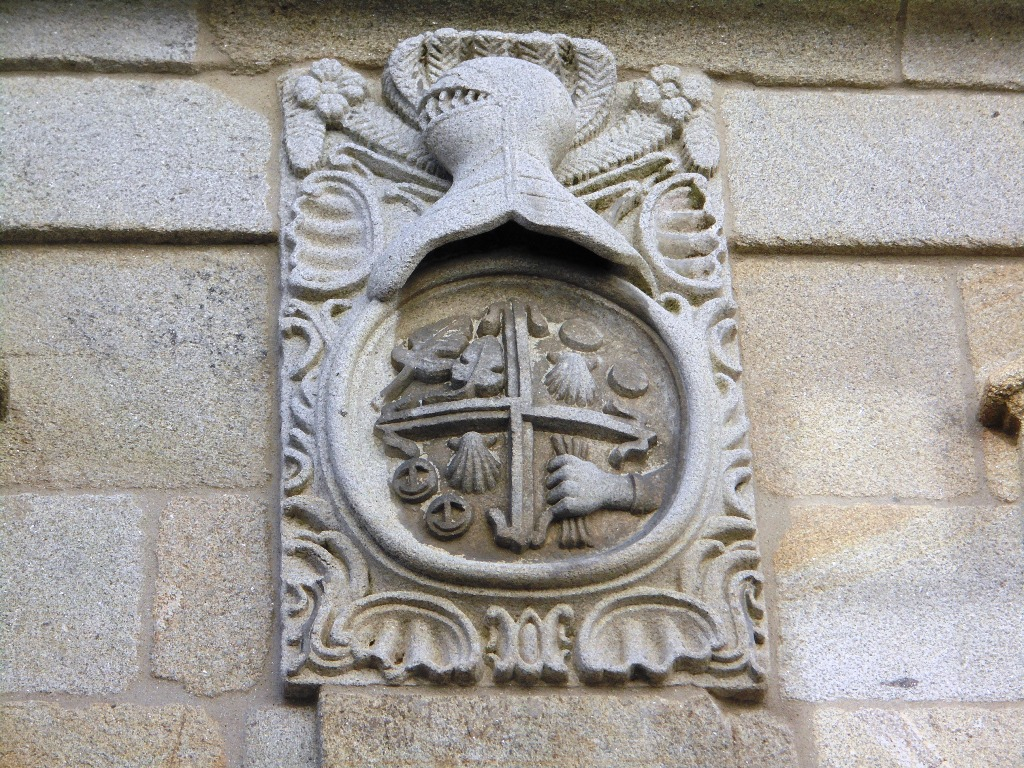
Armoiries centrales de la maison baroque au numéro 27 rue Isabelle II